# Anna Herbrich
Anna Herbrich geborene Umbauer (* 3. Februar 1904 in Wien; † 29. April 1943 ebenda) war eine österreichische Schneiderin und Widerstandskämpferin.

## Leben
Anna Umbauer war Schneiderin und bis zum Parteiverbot 1934 Mitglied der Sozialdemokratischen Arbeiterpartei (SDAP) und in der Roten Hilfe aktiv. Außerdem war sie Mitglied des Arbeiterturnvereins und der Naturfreunde. Am 2. Januar 1941 heiratete sie Leopold Herbrich, Messgehilfe im Elektrizitätswerk Simmering und KPÖ-Kreisleiter. Zusammen mit ihrem Mann war sie im kommunistischen Widerstand aktiv.

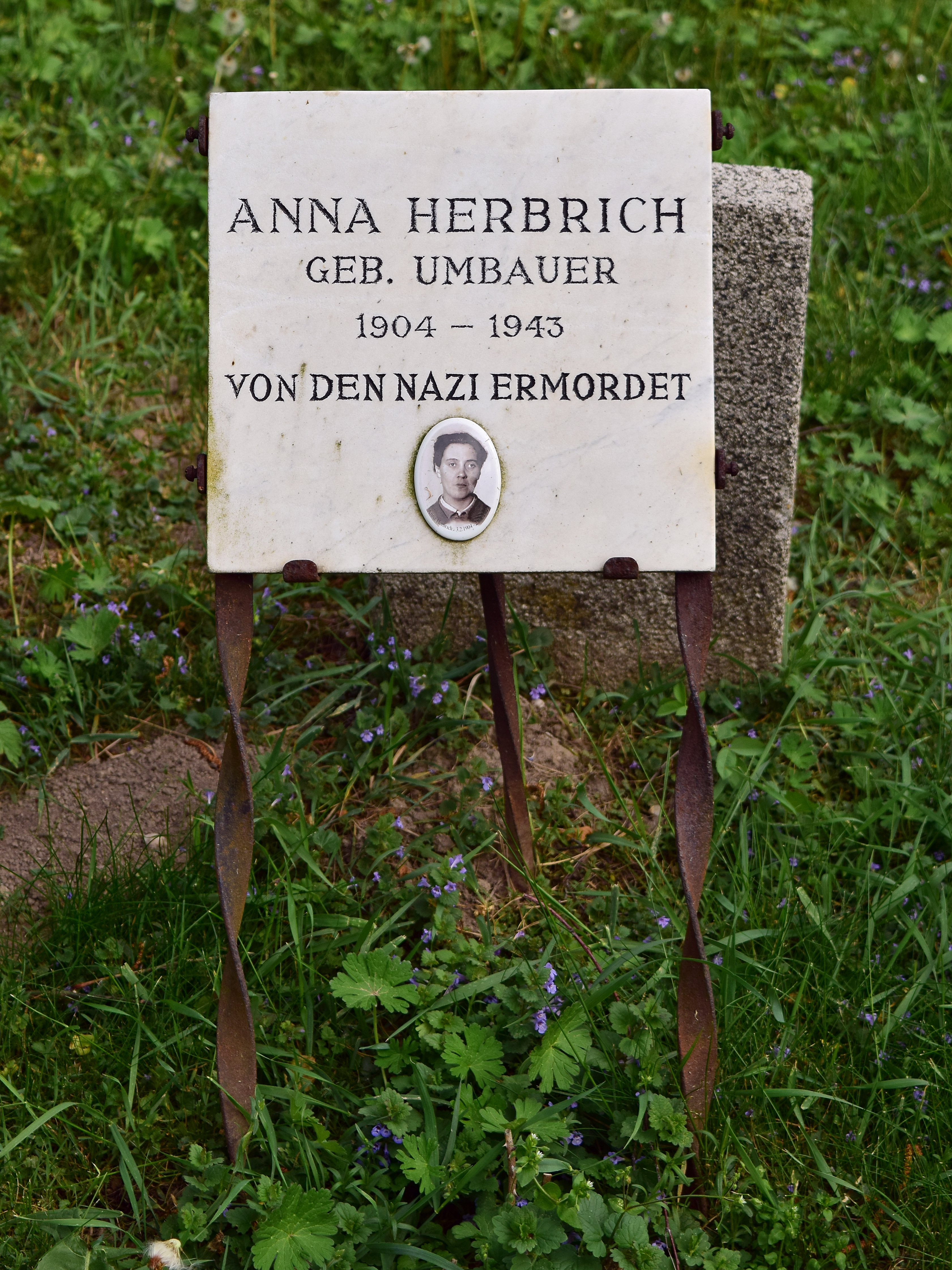
Grab von Anna Herbrich im Ehrenhain der Gruppe 40, Wiener Zentralfriedhof

Am 27. Januar 1941 wurde das Ehepaar festgenommen und zusammen mit Franziska Appel, Walter Kosjek am 13. November 1942 vom Volksgerichtshof wegen „Vorbereitung zum Hochverrat“ zum Tod verurteilt. Der mitangeklagte Anton Kolar wurde zu fünfzehn Jahren Zuchthaus verurteilt. Anna Herbrich war im Landesgericht Wien zeitweise zusammen mit den Widerstandskämpferinnen Hedwig Urach und Hedwig Schneider in einer Zelle inhaftiert.
Anna Herbrich wurde zusammen mit ihrem Ehemann am 29. April 1943 im Landesgericht I Wien hingerichtet.

## Gedenken
Anna und Leopold Herbrich wurden im Ehrenhain der Gruppe 40, Reihe 27, Nr. 17 im Wiener Zentralfriedhof bestattet.
Im ehemaligen Hinrichtungsraum des Landesgerichtes für Strafsachen Wien ist ihr Name auf der Gedenktafel für die Opfer der NS-Justiz aufgeführt.